# Novembre 1877

## Événements
- Benguela : début de l'exploration de l'Angola par les explorateurs portugais Serpa Pinto, Hermenegildo Capelo et Roberto Ivens (fin en 1879). Ils entreprennent plusieurs expéditions afin de prendre de vitesse la Grande-Bretagne. Le Portugal impose son autorité aux populations vivant entre l’Angola et le Mozambique.

- 3 novembre : victoire du libéral Kappeyne van de Copello aux élections aux Pays-Bas.

## Naissances
- 4 novembre : Florence Culwick, Musicienne et cheffe de cœur irlandaise († 30 août 1929).

## Décès
- 3 novembre : William Henry Draper, premier ministre du Canada-Uni.
- 8 novembre : John Cook, homme politique ontarien.